# ستيفانو (قمر)
بالإنكليزية Stephano وهو قمر غير نظامي ذو حركة رجعية لأورانوس واكتشف بواسطة ماثيو هولمان وبريت جلادمان في سنة 1999 وكان له التعيين المؤقت S/1999 U 2. كما يعرف بأورانوس العشرين.
أشتق اسمه من مسرحية العاصفة لويليام شكسبير وسمي بهذا الاسم سنة 2000.
تشير البارامترات المدراية أنه ينتمي إلى نفس التجمع الديناميكي لكاليبان مما يفرض نظرية الأصل المشترك للقمرين.